# Siaka Stevens
Siaka Probyn Stevens, född 24 augusti 1905, död 29 maj 1988, var Sierra Leones tredje premiärminister 1967–1971 och landets förste president 1971–1985. 

## Biografi
Stevens föddes 24 augusti 1905 i Moyamba, distriktet Moyamba i Södra provinsen i Sierra Leone. Hans föräldrar tillhörde Limbafolket. Han gick på den kända högstadieskolan Albert Academy i Freetown, samma högstadieskola som Sierra Leones första premiärminister Sir Milton Margai gick på. Stevens genomförde högre studier vid Ruskin College i Oxford, England där han studerade fackföreningar. Mellan 1923 och 1930 var han polis i Sierra Leone och han nådde rangen översergeant. 
Stevens och hans parti All People's Congress (APC) vann den jämna striden i parlamentsvalet gentemot innehavaren premiärminister Sir Albert Margai som representerade Sierra Leone People's Party (SLPP). I april 1971 ändrade Stevens styrelseskicket i landet till en republik och han blev själv den första presidenten i Sierra Leone en dag efter att konstitutionen ratificerats i parlamentet.
Stevens var även ordförande över Organisationen för afrikansk enhet (OAU) från den 1 juli 1980 till den 24 juni 1981 och fick där till stånd Mano River Union, en ekonomisk federation mellan de tre länderna Sierra Leone, Liberia och Guinea.
Stevens drog sig tillbaka från presidentposten vid slutet av sin mandatperiod den 28 november 1985. Efter att ha pressat alla andra möjliga kandidater att kliva åt sidan valde han generalmajor Joseph Saidu Momoh, befälhavare över Sierra Leones väpnade styrkor, som sin efterträdare.